# Acanthermia longistriata
Acanthermia longistriata là một loài bướm đêm trong họ Noctuidae.